# Robert Baumberger
Robert Baumberger (* 24. August 1895 in Zürich; † 7. Mai 1986 in Bern) war ein Schweizer Maler und Grafiker.

## Leben und Wirken
Baumberger absolvierte von 1911 bis 1914 in seiner Geburtsstadt Zürich eine Lehre als Lithograph und war danach an wechselnden Standorten berufstätig. Von 1923 bis 1933 besuchte er Abendkurse an der Kunstgewerbeschule Bern, bei denen er sich im Aktzeichnen übte. Ab 1928 wirkte er als Maler und Graphiker. Er schuf unter anderem Bilder von Landschaften, Stillleben und Bildnisse. 1948 sowie 1950/1951 unternahm er Studienreisen nach Italien und Frankreich.